# Fu Xing
Fu Xing is een taoïstische god en maakt deel uit van Fu Lu Shou. Fu Xing staat in Chinese astrologie voor de Jupiter (planeet). Deze staat voor geluk. In de taoïstische legende is Fu Xing de vergoddelijking van Yang Cheng, een gouverneur van Daozhou. Yang Cheng riskeerde zijn leven door het schrijven van een verzoek aan de keizer om lijdende mensen te redden. Na zijn dood bouwden mensen een tempel voor hem. Naarmate de tijd werd hij als god van het geluk beschouwd.
Fu staat aan de linkerkant van Lu Xing. Hij is gehuld in geleerdekleding. In zijn rechterhand houdt hij een papierrol of een kind vast. Soms staat hij omring met meerdere kinderen.